# Ivan Krapić
Ivan Krapić (ur. 14 lutego 1989) – chorwacki piłkarz wodny. Srebrny medalista olimpijski z Rio de Janeiro.
Zawody w 2016 były jego pierwszymi igrzyskami olimpijskimi. W 2017 Chorwacja z nim w składzie zdobyła tytuł mistrzów świata. 